# Burmannia ledermannii
Burmannia ledermannii är en enhjärtbladig växtart som beskrevs av Fredrik Pieter Jonker. Burmannia ledermannii ingår i släktet Burmannia och familjen Burmanniaceae. Inga underarter finns listade i Catalogue of Life.